# Universo de Los juegos del hambre
El Universo de Los juegos del hambre es una sociedad distópica  en la que se establece la trilogía de Los juegos del hambre. Se trata del país llamado Panem, que se encuentra en lo que antes era Estados Unidos de América, cuya capital es llamado El Capitolio y se encuentra rodeado de doce Distritos, cada distrito cumple una función específica de abastecimiento del Capitolio.
Existió un decimotercer distrito, reducido a cenizas por El Capitolio tras una rebelión orquestado por dicho distrito contra el poder totalitario de la capital, aunque más tarde se reveló que en realidad no estaba destruido y que se tuvo que ir al subterráneo producto de un acuerdo con El Capitolio, para no desatar una guerra nuclear en Panem.

## Panem
Distrito 1 (industria [lujo])
     Distrito 2 (minería [canteria], industria [albañilería], industria [militar], industria [cumplimiento de la ley])
     Distrito 3 (industria [electrónica], industria [automóviles], industria [armas])
     Distrito 4 (agricultura [pesca], industria [comercio])
     Distrito 5 (industria [poder], hidroeléctrica)
     Distrito 6 (industria [transporte])
     Distrito 7 (agricultura [silvicultura], industria [madera])
     Distrito 8 (industria [textiles])
     Distrito 9 (agricultura [granos])
     Distrito 10 (agricultura [ganado])
     Distrito 11 (agricultura [frutas], agricultura [vegetales], agricultura [algodón])
     Distrito 12 (minería [carbón], medicina [después de la segunda rebelión])
El país de Panem es el escenario de la trilogía, que se "levantó de las cenizas" de lo que fueron los Estados Unidos de América, los cuales habían sido devastados por un evento apocalíptico no especificado. Hay una ciudad llamada Capitolio que controla los doce distritos de Panem. El Capitolio está situado en las Montañas Rocosas. Mucho tiempo después de la guerra mundial, y setenta y cuatro años antes del inicio de la primera novela, hubo una guerra dentro de Panem en la que los distritos se rebelaron contra el Capitolio. A esta se la llamó Días Oscuros, y dio como resultado la victoria del Capitolio, la destrucción aparente del Distrito 13 y la creación de Los Juegos del Hambre.
Collins ha dicho que se necesitarían "tres dígitos" (entre 100 y 999 años) para la devastación de América del Norte, y que así es como emerge Panem. Según lo revelado en Sinsajo, Panem proviene de la frase en latín "Panem et circenses", que significa "pan y circo".

### Capitolio
El Capitolio es la sede del gobierno totalitario de Panem y su principal ciudad, y está situado en las Montañas Rocosas del oeste del antiguo Estados Unidos y Canadá y está rodeado por los doce distritos. Es la casa del dictador y presidente Coriolanus Angus Snow. Los Juegos del Hambre fueron creados por el gobierno de Panem a raíz de una rebelión conocida solo como los Días Oscuros.
Los ciudadanos de Capitolio se muestran en su mayoría preocupados por la moda, la comida y el entretenimiento. Los tintes, pelucas y trajes de vivos colores que están de moda. En las fiestas, la selección de los platos son habitualmente mucho mayores que lo que una sola persona se permitiría. Los ciudadanos de Capitolio no manifiestan casi ninguna preocupación o incluso el conocimiento de las condiciones desesperadas, la pobreza a nivel de la inanición en el que la mayoría de los ciudadanos de los distritos viven. Parece que la mayoría de los ciudadanos del Capitolio tienen nombres tomados de la antigua Roma y la Antigua Grecia. Se menciona que muchas personas en el Capitolio están "hundidos en la deuda".:-
Los ciudadanos del Capitolio hablan con un acento distintivo. Katniss lo describe como "una tontería", de tono alto con tonos recortados y vocales extrañas, los extremos de las oraciones subiendo como si estuvieran haciendo una pregunta y un silbido en la letra 's'.
Varios personajes principales provienen del Capitolio como Effie Trinket. En los Juegos del Hambre, el Capitolio está en control de la cosecha.

### Distrito 1
El Distrito 1 se especializa en productos de lujo (artículos de lujo como joyas). Parece que toda la gente de Distrito 1 lleva el nombre de un atributo de un artículo de lujo. Los niños allí están orgullosos de competir en los Juegos, y se encuentran entre el grupo de los tributos apodados "profesionales", que se entrenan para los juegos (ilegalmente) desde una edad temprana y, después se ofrecen voluntariamente para competir. Una vez que comienzan los juegos, los tributos de los profesionales (incluyendo los Distritos 1, 2, 4, y otros distritos de vez en cuando) tienden a unirse hasta que se ven obligados a luchar entre ellos, y son un número desproporcionado de tributos profesionales en los juegos del hambre.
En el primer libro, los tributos del Distrito 1, Marvel y Glimmer, son algo importantes para la historia. Katniss es la responsable de la muerte de ambos. Deja caer un nido de rastrevíspulas en el campamento de los profesionales, matando a Glimmer y a la tributo del Distrito 4. Más tarde Marvel tiende una trampa a Rue, la fiel aliada de Katniss, acabando con su vida. Katniss logra matarlo disparando una flecha al cuello del tributo. En el segundo libro, Cashmere y Gloss eran los tributos del Distrito 1. Ellos contribuyeron a la muerte de Wiress. Fueron asesinados por Johanna Mason y Katniss respectivamente.

### Distrito 2
El Distrito 2 se especializa en canteria, pero también fabrica armas y es de donde salen los agentes de la paz. El Distrito 2 es un gran distrito situado en las Montañas Rocosas, no muy lejos del propio Capitolio. El distrito se compone de muchos pequeños pueblos, cada uno basado en una mina. En medio del Distrito 2 hay una montaña central (conocida como "El Hueso" por Katniss) donde se encuentra el comando y el control de aparatos para las defensas del Capitolio (algo parecido al NORAD, el centro de comando de misiles de los Estados Unidos), ubicada en lo profundo dentro de las Montañas Rocosas. Originalmente el Distrito 2 se especializaba exclusivamente en la minería y el corte de piedra, pero después de la guerra de los Días Oscuros, también se encargó de la producción de armas. Oficialmente, el Distrito 2 es el encargado de fábricas, pero, como se reveló en Sinsajo, se especializan en formar agentes de la paz para el ejército del Capitolio.
Durante los Días Oscuros, el Distrito 2 era el aliado más firme del Capitolio y después de que la rebelión hubiera terminado, recibió un trato preferencial. Sus ciudadanos disfrutan de mejores condiciones de vida que la mayoría de los otros distritos.
En el tercer libro, durante la segunda rebelión, el Distrito 2, una vez más apoya al Capitolio y es el último en caer a manos de los rebeldes. Es uno de los pocos cuyos habitantes no intentan rebelarse contra el Capitolio. Muchos de los agentes de la paz y un número desproporcionado de vencedores han venido del Distrito 2.
En el Distrito 2 los tributos se conocen como profesionales, ya que comienzan a entrenar para los juegos antes de que sean elegibles para participar en el sorteo. Los que representan al 2 en los Juegos son a menudo voluntarios. En Los 74° Juegos del Hambre , los tributos del Distrito 2, Cato y Clove, eran adversarios formidables. Clove fue la persona que más cerca estuvo de matar a Katniss, y Cato fue el tributo final en ser derrotado. En Los Juegos 75º, los tributos del Distrito 2 fueron Brutus y Enobaria. Enobaria fue una de los últimos 6 vencedores, al final de En llamas (los otros cinco son, Finnick, Katniss, Peeta, Johanna y Beetee), y, al igual que Peeta y Johanna, fue capturada por el Capitolio. Brutus fue asesinado por Peeta, después de que Peeta lo viera matar a Chaff, uno de los tributos del Distrito 11.
En el tercer libro de la saga, Sinsajo, se menciona a Lyme, una vencedora de los Juegos del Hambre del Distrito 2, que ayuda a los rebeldes a tomar el Distrito 2.

### Distrito 3
El Distrito 3 se especializa en la tecnología y la electrónica. La mayoría de sus habitantes trabajan en las fábricas y son muy hábiles con la ingeniería. Algunas personas piensan que el Distrito 3 es débil, pero su inteligencia proporciona muchos beneficios. Sus tributos tienden a usar esto para su ventaja. En Los Juegos del Hambre 74º, el tributo del Distrito 3 consigue crear un campo de minas improvisado a partir de las plataformas de lanzamiento. Fue  asesinado por Cato, cuando Katniss destruyó la comida de los profesionales, porque el tributo hizo su trabajo "muy bien". Uno de los vencedores anteriores que venía del Distrito 3, Beetee, ganó sus juegos mediante el establecimiento de una trampa que electrocutó a muchos de los otros tributos. Fue elegido para competir en Los Juegos del Hambre 75º, donde trataron de utilizar el cable que estaba en la Cornucopia para destruir el campo de fuerza que rodeaba la arena con el rayo que golpeaba un árbol a una cierta hora. Fue Katniss, sin embargo, quien terminó el trabajo antes de ser recogidos por el aerodeslizador. El pan de este distrito es un rollo pequeño y cuadrado. La tributo elegida para competir en Los Juegos del Hambre 75º era una mujer llamada Wiress. Ella y Beetee son conocidos comúnmente como "Majara y Voltios" porque son considerados como extraños. Se podría decir que se conocen muy bien, ya que Wiress no siempre acaba sus frases, y las debe acabar Beete. En un momento de la arena en el que Beete no puede hablar ni moverse, a los otros les cuesta mucho entenderla. A Wiress le corta la garganta Gloss, un tributo del distrito 1 en Los Juegos del Hambre 75º y Beete es rescatado por el aerodeslizador con Katniss y Finnick.

### Distrito 4
El Distrito 4 se especializa en la pesca. Es otro distrito rico de donde también provienen tributos profesionales. Katniss encuentra aliados importantes en Los Juegos del Hambre 75 en los vencedores del Distrito 4, Mags y Finnick. Mags fue una vencedora mujer de 80 años y podía hacer un anzuelo de pesca "de la nada", y el arma favorita de Finnick es un tridente. Mags fue la mentora de Finnick y Annie en sus respectivos Juegos del Hambre. Annie Cresta, que más tarde se convierte en esposa de Finnick, también viene del Distrito 4, y es una tributo que ganó por su habilidad para nadar. Se dice que el Distrito 4 tiene a la gente de más "decente" aspecto. Su pan es salado, pan con forma de pez de color verde debido a la utilización de algas para su producción. La tributo del Distrito 4 fue asesinada por Katniss, cuando dejó caer el nido de "rastrevíspulas", que murió junto a Glimmer (la tributo femenina del Distrito 1). El tributo del Distrito 4 no fue mencionado, excepto que fue uno de los primeros 11 en morir en el baño de sangre inicial en la Cornucopia.

### Distrito 5
El Distrito 5 se especializa en la energía. La tributo del Distrito 5 en Los Juegos del Hambre 74 era conocida como "La comadreja" porque tenía un gran parecido con esta, con un rostro delgado y pelo rojo brillante. Ella fue una de las últimas en morir debido a su inteligencia, quedando en el quinto puesto. No hay descripción o nombre del chico del Distrito 5, excepto que fue uno de los once que murieron en el primer día. En Los Juegos del Hambre 75, Finnick mata al tributo con su tridente en la Cornucopia en el primer día. No se menciona a la tributo excepto que es otra de las muertes del primer día.
Además en la película Sinsajo Parte 1 los pobladores del Distrito 5 van a destruir la presa hidroeléctrica y matando a todos los agentes de la paz dejando sin energía a una gran parte del Capitolio.

### Distrito 6
El Distrito 6 se especializa en el transporte. No se sabe mucho más acerca de este distrito distinto a que sus tributos en los juegos 75 protegían a Katniss y a Peeta. Ambos fueron adictos a la "morflina" un analgésico similar a la morfina, el libro sugiere que la adicción a la morflina puede haber sido un problema en todo el distrito. Durante el ataque de los mutos durante los 75.os Juegos del Hambre, la tributo salva a Peeta de la muerte con su propio cuerpo, mientras que el tributo muere durante el baño de sangre inicial. Durante los 74 Juegos del Hambre ambos tributos fueron asesinados durante el primer día.

### Distrito 7
El Distrito 7 se especializa en la madera (y papel). Uno de los aliados de Katniss en los 75.os Juegos del Hambre era Johanna Mason, muy buena con el hacha. Johanna ganó los 71.os juegos del hambre haciéndose pasar por una tributo fácil de matar, sorprendiendo a los profesionales y ganando los juegos. Al parecer, una gran parte de los bosques del Distrito 7 son de pino, como los comentarios de Johanna que las agujas de pino "huelen como en casa". No se sabe nada sobre los tributos de los 74.os Juegos y el compañero de Johanna, Blight, fue asesinado por culpa del campo de fuerza que rodea la arena después del primer baño de sangre.
La primera vencedora de los juegos es originaria de este distrito.

### Distrito 8
El Distrito 8 se especializa en textiles (incluyendo al menos una fábrica donde se hacen los uniformes de los agentes de la paz). Dos personas del Distrito 8, Bonnie y Twill, escaparon durante uno de los levantamientos y le informan a Katniss sobre una teoría que tienen sobre que el Distrito 13 aún existe. Se da a entender que la seguridad es estricta en el 8, y los ciudadanos están desesperados por la esperanza. El Distrito 8 también fue uno de los primeros distritos en rebelarse, como Katniss vio en la televisión del alcalde Undersee. En el tercer libro, Katniss visita un hospital en el Distrito 8, que luego es bombardeado por el Capitolio. La jefa del Distrito 8, Paylor, se convierte en la presidenta de Panem después de que el presidente Snow muera y Katniss mate a la presidenta Coin. Incluso antes de que ella se convirtiera en presidenta, los soldados de Paylor eran aparentemente leales a ella, haciendo caso omiso de las órdenes de Coin, cuando ella mandaba. Ningún tributo del Distrito 8 se ha mencionado mucho en los juegos del hambre 74 que no sea la tributo mujer que Peeta remató en los juegos del hambre 74. En los 75.os juegos, los tributos son Cecelia, una mujer de treinta años con tres hijos muy amiga de Effie y un hombre llamado Woof amigo de Haymitch.

### Distrito 9
El Distrito 9 se especializa en el grano (trigo, avena, centeno y cebada), así como en el arroz. Se menciona una vez que el Distrito 9 tiene muchas fábricas. Se dice que el tributo, en los Juegos del Hambre 74, tiene los ojos color avellana, pero no se dice si ese es un rasgo de su región. Él murió en el baño de sangre después de luchar con Katniss por una mochila cuando fue apuñalado por la espalda por Clove, la tributo del Distrito 2.

### Distrito 10
El Distrito 10 se especializa en el ganado. Katniss se encuentra con un hombre llamado Dalton cuando llega al Distrito 13, que es del Distrito 10 ganadero. Su tarea es implantar embriones congelados de vaca para aumentar la diversidad del rebaño. Parece cínico, y desconfía del Distrito 13. Katniss no recuerda los tributos del Distrito 10, a excepción de un niño con una pierna lisiada que menciona varias veces. En los juegos del hambre 75, Katniss señala que los tributos del Distrito 10, están disfrazados de vacas, tienen cinturones en llamas como si se estuvieran asando, en la pobre imitación de las técnicas de Cinna para mostrar a Katniss en los juegos.

### Distrito 11
El Distrito 11 se especializa en la agricultura. Se encuentra en algún lugar del sur y es muy grande. Las personas se alojan en chozas pequeñas y hay una represión dura por parte de los agentes de la paz. Los rasgos comunes son la piel oscura y ojos marrones. De acuerdo con Rue, muchos nidos de rastrevispulas se quedaron allí, llevando a los trabajadores a mantener las hojas medicinales a mano. En los huertos, los niños pequeños eran enviados a las ramas a recoger el fruto más alto. A veces, durante el apogeo de la cosecha se les daba gafas de visión nocturna que les permite trabajar de noche. El distrito también contiene los campos de cereales y hortalizas. Los habitantes al parecer, tienen un amplio conocimiento de las hierbas.
Thresh y Rue son los tributos del Distrito 11 para los juegos del hambre 74 y juegan un papel importante. Rue era aliada de Katniss y una de sus mejores amigas en la arena, es muy importante también en el segundo libro sobre todo en la gira de la victoria en la que Katniss hace un discurso refiriéndose a ella, y uno de los habitantes hace un silbido característico de Rue que utilizaba en los campos para avisar a los agricultores del final de la jornada y que utilizó en la arena en los primeros juegos para avisar a Katniss de que estaba viva, lo cual provoca un pequeño baño de sangre por parte de los agentes de la paz. Ella era buena en saltos de árbol en árbol, pero fue trágicamente asesinada por el tributo del Distrito 1, Marvel. Thresh era un contendiente poderoso que Katniss admiraba por su orgullo y su negativa a unirse a los profesionales. Thresh salvó a Katniss de Clove, a quien mató con una piedra, y le perdonó la vida a Katniss a causa de su amistad con Rue. La muerte de Thresh en la película, es a causa de los mutos que sueltan en el último día de los septuagésimos cuartos juegos del hambre. En el libro lo mata Cato, el tributo del 2. Los tributos del Distrito 11 para los juegos del hambre 75 son Chaff y Seeder, quienes saben de la rebelión. Seeder muere en el baño de sangre inicial y Chaff es de los últimos tributos en morir.

### Distrito 12
El Distrito 12 se especializa en la minería (principalmente carbón). Katniss, Peeta, Gale, Prim y otros personajes importantes provienen del Distrito 12. Se encuentra ubicado en las montañas Apalaches, y el propio distrito está dividido en dos zonas que albergan dos clases sociales distintas. "La Veta" es un barrio donde viven las personas que trabajan en las minas de carbón, mientras que la clase mercantil vive en la ciudad. Ambas clases son fáciles de distinguir físicamente: los de la Veta en general, tienen el pelo oscuro, ojos grises y la piel aceitunada, y los de familias de comerciantes por lo general tienen el pelo rubio y ojos azules.
El Distrito 12 es muy pobre y el hambre es un problema importante para los ciudadanos. Debido a la falta de alimentos las autoridades locales del Capitolio, el alcalde y los agentes de la paz a menudo infringen las leyes de Panem, que son muy estrictas. La valla que rodea el distrito y evita el acceso a los bosquesy se supone que está electrificada no está electrificada, dando paso a la caza ilegal, pero no penada, Katniss y su amigo Gale cazan allí para alimentar a sus familias o para recaudar dinero mediante la venta de sus capturas en el mercado negro local. El mercado negro, que se encuentra en un depósito de carbón de nombre el Quemador, era el lugar donde muchos de los ciudadanos hicieron su dinero. El Quemador fue destruido por los agentes de la paz en En llamas. Esto fue seguido por el bombardeo de todo el distrito después de la fuga de los tributos durante los juegos del hambre 75. Sin embargo, Gale logró evacuar alrededor del 5% de la población, "un poco menos de 900 personas", para el Distrito 13.
El Distrito 12 solo ha ganado dos juegos del hambre antes de los acontecimientos del primer libro, solo un vencedor se encuentra con vida, Haymitch Abernathy, sobrevivió al Segundo Vasallaje de los Veinticinco, donde había el doble de tributos que de costumbre. Después de la guerra, se hace alusión en Sinsajo que el Distrito 12 va a producir medicamentos y comenzará a desarrollar algo de comida para Panem en lugar de producir carbón.

### Distrito 13
Antes de la guerra de los Días Oscuros, el Distrito 13 se especializaba en la fabricación de armas para el Capitolio, la tecnología nuclear y la minería de grafito. Durante la guerra eran una de las principales fuerzas de la rebelión. Cerca del final de esta lograron tomar el control del arsenal nuclear. El Distrito 13 fue bombardeado y supuestamente destruido antes de la creación de los Juegos del Hambre al final de la guerra de los Días Oscuros, pero se insinúa y se confirmó en En llamas que ha sobrevivido, y en Sinsajo que el Distrito 13 se convirtió literalmente en un distrito subterráneo cuando la población se retiró a los búnkers. Luego de que el Capitolio y el Distrito 13 acordaran el cese de hostilidades bajo la doctrina de la Destrucción Mutua Asegurada (el Distrito 13 tenía sus armas nucleares apuntadas al Capitolio, y este último no quería desencadenar una guerra nuclear), el Capitolio extendió la historia de que habían exterminado al Distrito 13. Además, este distrito subterráneo tiene sus propias granjas que sobrevivieron después de que el Capitolio destruyera todo sobre el suelo para no levantar sospechas a los otros distritos. Esto era algo que, de acuerdo a Katniss, el Capitolio había subestimado. Katniss también establece que el Distrito 13 está a una semana de distancia del Distrito 12, si se camina a pie.
En Sinsajo, el Distrito 13 es el centro de la nueva rebelión. El estilo de vida en el 13 es muy estricto debido a sus circunstancias. Cuando un ciudadano se despierta, él o ella adquiere un tatuaje temporal de su programa personalizado para el día. También son muy ahorrativos y racionan los alimentos cuidadosamente, incluso si una cosa pequeña se desperdicia en gran medida es mal visto, y el robo menor es castigado con reclusiones crueles. Todos los mayores de catorce años eran llamados "soldados", ya que casi todos en el Distrito 13 en la época de las novelas eran entrenados para levantarse en rebelión militar contra el Capitolio. La líder del Distrito 13 es la presidenta Alma Coin, quien aspira a reemplazar a Snow como presidente de Panem, y ha orquestado los acontecimientos de los libros dos y tres para eludir la tregua del Distrito 13 con el Capitolio. Coin más tarde es asesinada por Katniss, debido a la revelación por parte de Snow, diciéndole a Katniss que ella ordenó un bombardeo sobre el Capitolio que mató a su hermana, Prim. Y también por el hecho de que Coin quería que el Capitolio sufriera lo mismo que los distritos, haciendo unos nuevos Juegos del Hambre en los que sólo los niños del Capitolio fueran forzados a participar. Katniss por su parte aprobó esta opción para vengar la muerte de su hermana Prim, quien murió tras el bombardeo de la presidenta Coin.

## Los juegos
Cada año, desde los Días Oscuros (lo cual ocurrió setenta y cinco años antes de los acontecimientos de Los juegos del hambre), el Capitolio organiza un evento llamado Los Juegos del Hambre. Estos se componen de dos niños de doce a dieciocho años de cada distrito, un niño y una niña, que son elegidos por sorteo para competir en un torneo.
Cuando un ciudadano cumple los doce años de edad, su nombre se introduce automáticamente en la "cosecha", un sorteo del que los tributos son extraídos cada año hasta que cumplen los dieciocho años. Dado que muchas familias viven en la pobreza, uno puede ser capaz de recibir teselas adicionales (escasa provisión para una persona, de cereales y aceite durante un año) para cada miembro de la familia, a cambio de papeletas adicionales en la cosecha. Por lo tanto, para cada tesela, se coloca una papeleta adicional en la urna de cosecha (estas papeletas son acumulativas, y se agregan cada año). Por ejemplo, si una familia tiene tres miembros, un niño de doce años de edad, podría optar por tomar tres teselas extras: dos para los dos miembros de la familia y uno para sí mismo, por lo que su nombre sería ingresado en cuatro ocasiones (una es la papeleta requerida, y los tres adicionales son por cada tesela). Dado que estos se acumulan, si el ciudadano sigue pidiendo las teselas adicionales cada año, su nombre tendría que entrar veinte veces a la edad de dieciséis, veinticuatro a la edad de diecisiete, y veintiocho veces el momento en que tiene dieciocho.
En el día de la cosecha, un portavoz del Capitolio viene y elige al azar un nombre de cada urna de la cosecha, selecciona a los dos tributos que van a competir. Sin embargo, cualquier otro ciudadano del mismo sexo, entre las edades de doce a dieciocho años, puede ser voluntario para el sustituir al tributo elegido, como hizo Katniss con Prim. Los tributos son llevados de inmediato al Capitolio, donde se les da un cambio de imagen por un equipo de estilistas para parecer atractivos para una audiencia de televisión (Katniss tuvo a Cinna y Peeta a Portia), aprenden la estrategia con sus mentores (como Katniss y Peeta de Haymitch), y participan en un desfile y entrevistas, junto con los otros tributos. Ellos también reciben entrenamiento con armas y otros suministros que se utilizan para impresionar a un equipo de jueces, los vigilantes, que luego les dan una puntuación de acuerdo a sus habilidades. Estos resultados se harán públicos para demostrar quién tiene las mejores posibilidades de sobrevivir, lo que puede atraer a patrocinadores y ayuda con las apuestas. El día después de las entrevistas finales de los juegos. La mayoría de los tributos con las puntuaciones más altas, son los más peligrosos (Por ejemplo Katniss que obtuvo un once) .
Los tributos son puestos en una habitación subterránea hasta que comienzan los juegos, donde son transportados a través de tubos a la arena especialmente construida para los juegos (que suele estar rodeada de un campo de fuerza) que es diferente cada año. Los tributos tienen instrucciones de no bajarse de sus plataformas antes de los primeros 60 segundos, antes de precipitarse a la Cornucopia, si no estallarán en mil pedazos, porque la arena esta minada. Después del sonido fuerte de un gong, es señal del inicio de los juegos, en los que los tributos lucharan para conseguir las mejores cosas en la Cornucopia, que puede ser comida, agua, armas, herramientas u otros objetos útiles. Cuanto más cerca de la Cornucopia estén, más valiosos y útiles son los elementos.
Los tributos que quedan deben seguir luchando, si no se mueven lo suficientemente rápido o evitan el conflicto por mucho tiempo, los vigilantes a veces crean peligros para hacer que el resto de los tributos luchen. Otro caso común es un "banquete", donde se otorga un beneficio de suministros adicionales o alimentos a los tributos, anunciado en un determinado lugar y tiempo, aunque si se trata de un lujoso banquete, suministros de cuidado, o una hogaza de pan rancio, los tributos deben luchar por corresponder a los vigilantes.
En la mayoría de juegos, un grupo bien provisto de tributos (llamados "profesionales", por lo general de los distritos acomodados de 1, 2, y 4) se unen para cazar a otros tributos, hasta que son los únicos que quedan para luchar entre ellos. El último tributo con vida es coronado vencedor por el presidente de Panem y se le permite vivir en un área especial de su distrito llamada Aldea de los Vencedores, donde las casas están bien equipadas y totalmente abastecidos de alimentos. Todas las familias en su distrito también reciben provisiones durante un año, bultos con alimentos y otros bienes.
Se da a entender que no existen normas oficiales para los juegos, excepto el no bajarse de la plataforma hasta los primeros sesenta segundos. En el primer libro, Katniss menciona que hay una regla tácita en contra del canibalismo en los juegos. Sin embargo, durante los juegos del hambre 74, las reglas se alteran a la mitad para permitir que dos tributos de un mismo distrito puedan ganar - aunque cuando Katniss Everdeen y Peeta Mellark son los únicos dos sobrevivientes, la norma es revocada en un intento de hacer que luchen el uno con el otro. Hasta que ambos deciden que prefieren suicidarse a tener que matarse. En el último momento la regla se restablece, lo que permite a ambos ganar. Esto nos lleva al segundo libro y la rebelión provocada por Katniss y Peeta cuando los funcionarios en el Capitolio se dan cuenta de que habían sido manipulados por los tributos y que los distritos, en lugar de verlo como un acto de amor por los demás lo veían como una fuente de inspiración para la rebelión.
Después de los juegos, el ganador (o ganadores en el caso anterior) es curado por los médicos y enviado a casa (después de una celebración final y la entrevista en el Capitolio) a residir en la Aldea de los Vencedores con sus familias. Después de unos seis meses, el vencedor debe hacer un recorrido por todos los distritos de Panem. Al vencedor se le hace una fiesta y ceremonia, por lo general acompañado de un tour de la victoria y la cena con altos funcionarios. El recorrido se inicia en el distrito de mayor número y termina en el distrito del tributo ganador. Un extra "Festival de la Cosecha" es proporcionado por el Capitolio para el distrito ganador, dando a la gente más alimentos.

### Vasallaje
El Vasallaje, o Quarter Quell, son unos juegos del hambre especiales que se producen cada veinticinco años. Siempre hay un giro en el vasallaje que fue planeado supuestamente en el momento que los juegos fueron creados. El presidente elige el número del año de la caja y lee en voz alta la nueva regla. No se sabe, pero es probable que los escenarios elegidos para estos juegos del vasallaje sean especiales. En el 1.er trimestre del vasallaje (25º Juegos del Hambre), cada distrito tenía que votar a los niños y las niñas que competirán en los juegos, en lugar de ser elegidos al azar. En el segundo trimestre (50.os Juegos del Hambre), un niño y una niña más de cada distrito fueron elegidos para competir, aumentando el número de tributos a cuarenta y ocho. El ganador fue Haymitch Abernathy, que ganó por esquivar el hacha lanzada por su rival. El hacha cayó al borde de la arena y golpeó el campo de fuerza que Haymitch había descubierto previamente. Debido a que utilizó las acciones del Capitolio a su favor, el Capitolio fue humillado, y mató a toda su familia poco después de los juegos como castigo, lo que ocasionó que Haymitch se hundiera en la depresión y el alcoholismo, pero también provocó que el Capitolio no tuviera dominio sobre él.
La regla en el 3.er vasallaje (75.os Juegos del Hambre), fue que los tributos de cada distrito debían ser elegidos de sus vencedores aún con vida. El mensaje de este vasallaje es que ni siquiera los más fuertes entre los Distritos podían desafiar al Capitolio. La única vencedora del Distrito 12 es Katniss, lo que significa que automáticamente vuelve a la arena. De los dos vencedores masculinos, el nombre de Haymitch es elegido, pero Peeta se ofreció a ir en su lugar. Los Juegos 75 º no tuvieron ganador, ya que Katniss destruyó el campo de fuerza alrededor de la arena en el tercer día de los juegos mediante un rayo y un alambre atado alrededor de su flecha. Seis de los veinticuatro tributos sobrevivieron: Enobaria del Distrito 2, Beetee del Distrito 3, Finnick del Distrito 4, Johanna del Distrito 7 y Katniss y Peeta del Distrito 12. Sin que Katniss sepa, son seleccionados los distritos e incluso algunas figuras de alto rango del Capitolio para que formen parte de un plan para rescatar a los tributos y comenzar una nueva rebelión. En la confusión de la explosión del campo de fuerza, Enobaria, Johanna, y Peeta son capturados por el Capitolio. Solo Beetee, Finnick, y Katniss son rescatados y llevados al Distrito 13, que fue la base de operaciones para la rebelión.
De los otros vasallajes son desconocidas sus reglas. Solo los tres primeros sucedieron, aunque Katniss ha mencionado que quien planeó el vasallaje asumió que los juegos del hambre se realizarían durante siglos.

### La arena
La arena oficial está en ninguna parte en particular, y puede ser en cualquier lugar sin población humana. Por ejemplo, en el tercer vasallaje (juegos del hambre 75.º), Katniss Everdeen, Peeta Mellark y todos los demás tributos son puestos cerca de una isla en un lago de agua salada. La orilla está muy lejos, para que los participantes tengan que nadar a la seguridad relativa, los que no sabían nadar tenían un cinturón utilizado como un dispositivo de flotación.
En el caso de Haymitch, que se le colocó en un hermoso prado de flores y un bosque frutal y montañoso, pero que todo ha sido diseñado por los vigilantes para que sean venenosos, incluyendo toda la comida y el agua. Los vigilantes pueden crear cualquier peligro que deseen, como el bosque en llamas en los 74.os Juegos del Hambre, o la creación de un terremoto. En el tercer vasallaje (75.os
Juegos del Hambre), los vigilantes establecen el escenario como un reloj con la Cornucopia en el centro, con la cola apuntando a las doce. Cada sección corresponde a una hora, lo que significa un horror diferente creado por los vigilantes, para terminar durante su hora específica. En otro se corre el riesgo de quedar atrapados en la selva, aislados de la costa, donde los charlajos repiten los gritos que suenan como los de la familia de cada tributo para atormentarlos. En la sección número doce del reloj se produce una tormenta eléctrica con lluvia. La décima sección del reloj experimenta una ola gigante. La sección undécima tiene insectos carnívoros. En una aparece una niebla mortal, en otra aparecen unos mutos con forma de monos y en otra empieza a llover sangre. En las demás se desconocen los horrores que contienen.

### Tour de la victoria
El tour de la victoria es un viaje a todos los distritos de Panem para honrar al vencedor de cada juego del hambre, generalmente de seis meses después de la victoria. La gira de la victoria comienza generalmente en el distrito 12 y luego va descendente de distrito en distrito hasta el distrito 1. El distrito del vencedor es omitido y visitado al último. Allí es donde el Capitolio hace una gran celebración para el vencedor: alimentos, un rally de victoria y muchas otras cosas también. Antes de la gira, el vencedor es preparado por un equipo y los estilistas para lucir bien ante la multitud. La pimera vez que se celebró el Tour de la Victoria fue en los 11' Juegos, para Mags. Después de su victoria en los juegos del hambre 74°, Katniss y Peeta intentan convencer al Presidente Snow que están enamorados entre sí en su gira de la victoria.

## Fauna única de Panem

### Mutaciones
Las mutaciones, comúnmente abreviadas como "mutos", es el término para los animales alterados genéticamente en el Capitolio.

#### Charlajos
Los charlajos son pequeños pájaros negros con una cresta, creados durante los días oscuros en el laboratorio del Capitolio y diseñados para ser capaces de recordar conversaciones humanas y repetirlas de nuevo con voces humanas. Se usaron para espiar a los rebeldes de una manera que nunca lo supieran. Al descubrir esto, los rebeldes le dieron información falsa al Capitolio a través de los charlajos, por lo que ya no siguieron siendo usados por el Capitolio. Debido a que fueron creados por los hombres, se pensaba que iban a morir al salir a la naturaleza, sin embargo, en estado libre se reprodujeron con los sinsontes hembras y dieron origen a los "Sinsajo", que ya no tienen la capacidad de reproducir las voces humanas, pero si pueden repetir las canciones que escuchan cantar a los humanos.
Durante el tercer vasallaje, en una de las horas en la arena del reloj, aparecen charlajos. Mientras Finnick oye los gritos de Annie, Katniss oyó los gritos de Prim. Katniss intenta escapar del sonido disparándoles a las aves que gritan, pero finalmente se da por vencida. Para aumentar la tortura, el Capitolio pone campos de fuerza invisibles para mantenerlos dentro del área de los gritos de los pájaros.

#### Rastrevíspulas
Las rastrevíspulas son mutaciones concebidas y creadas en los laboratorios del Capitolio. A simple vista se ven como avispas ordinarias, pero se destacan por la cantidad de veneno que pueden transmitir mediante una picadura. Su veneno causa terrible dolor, visiones alteradas y en casos extremos la muerte.
Son genéticamente alteradas para atacar desde su nido. Una vez que identifican un objetivo (puede variar, como personas u otros seres), lo siguen lejos del nido, a diferencia de las avispas normales.

#### Lobos mutados
Los lobos mutados aparecen al final de los juegos del hambre 74 cuando solo quedan Katniss, Peeta, y Cato en la final. Las criaturas son lobos con algunos rasgos de los otros tributos, en particular en la piel y color de los ojos, y también en los collares que coinciden con los números de los tributos del distrito. Katniss identifica a un lobo que se parece a Rue, y otros a Glimmer, La comadreja y Thresh. Fueron creados por el Capitolio para perseguir a los tributos. Aunque no aparecen más en la trilogía, los lobos mutados son el resultado de una mutación creada por el Capitolio de los tributos muertos con lobos.

#### Reptiles con olor a rosas
Estas mutaciones aparecen en Sinsajo en los túneles subterráneos del Capitolio, supuestamente creados exclusivamente para cazar a Katniss, son descritos con piel firme, blancos, largas garras afiladas y dientes. También huelen a rosas, Katniss piensa que es así porque odia el olor de las rosas alteradas del Capitolio, debido a su asociación con el presidente Snow. Pueden saltar muy lejos. Katniss tiene un dispositivo que se utiliza como mapa del Capitolio en el que se indican las "vainas" llamado Holo; si el portador es capturado por los agentes de la paz se repite tres veces jaula y este explota. Por ese motivo, lo tira en el túnel subterráneo para matar a los reptiles y evitar que Finnick sufra una muerte por decapitación tapándola con la explosión del holo. Estos son los responsables de la muerte de Finnick, Jackson, Castor, Home y Leeg.

#### Monos mutados
También hay monos mutados con garras afiladas y piel naranja que atacan durante la 4.ª hora del "reloj" en Los Juegos del Hambre 75º. Atacaron a los tributos en manada cuando Peeta los miraba en los Juegos del Hambre 75, pero la mujer del distrito 6, o la adicta a la morfina femenina , se pone delante de Peeta para salvar su vida, ya que ella era parte de la alianza formada para defender a Katniss y Peeta con sus propias vidas.

#### Otros mutos
En los (50.os Juegos del Hambre "2.º vasallaje de los 25º" se mencionan otras mutaciones. Esto incluye: mariposas venenosas con aguijones, ardillas carnívoras doradas suaves y pájaros de color rosa caramelo con picos. Una de estas criaturas mató a Maysilee Donner en el segundo vasallaje. Durante el tercer vasallaje (75.º Juegos del Hambre), una criatura desconocida ocupa la zona de seis a siete horas. En el mapa que realiza Peeta le pone el nombre de "la bestia". Uno de los tributos es asesinado por ella y despedazado en cinco trozos, haciendo imposible su identificación. También en el tercer Vasallaje, el grupo escucha unos ruidos de insectos chasqueando sus pinzas, en el interior de la selva.

### Sinsajos
Cuando los Charlajos no murieron como el Capitolio tenía pensado, estos se aparearon con las hembras sinsontes y creó una nueva especie, llamada sinsajo. los sinsajos se reprodujeron y se convirtieron en "tan raros y duros como las piedras", como lo dijo Katniss en En llamas. Perdieron la capacidad que tenían los charlajos de repetir conversaciones humanas completas, pero como son una mezcla entre los charlajos y los sinsontes, pueden copiar a la perfección hasta la última nota, cualquier melodía humana. Cuando alguien canta hermosamente, ellos se callan, un hecho que cuenta varias veces Katniss durante la serie. El padre de Katniss y Rue son ejemplos de cómo los sinsajos guardan silencio al oírlos cantar, como se mencionó en Sinsajo y Los juegos del hambre. Se sabe que el Distrito 11 tiene una población de sinsajos especialmente grande, según lo confirmado por Rue, tributo del Distrito 11.
Los sinsajos tienen un cierto nivel de simbolismo en Panem. El Capitolio no desea estas aves por surgir de la manera en que lo hicieron, por lo tanto, es un símbolo de rebeldía debido a su efecto no deseado. Al comienzo de los Juegos del Hambre, Katniss recibe un sinsajo de parte de Madge Undersee, la hija del alcalde del Distrito 12. Ella no reconoció esto inmediatamente, pero dijo que era una enorme "bofetada en la cara" al Capitolio, porque los sinsajos nunca debieron existir. Katniss lleva un pin con un sinsajo como su símbolo en los juegos, y en En llamas se convierte en un símbolo de rebeldía. En Sinsajo Katniss se convierte en el personaje principal a través de este, una persona que habla a los distritos para los rebeldes y lleva un traje inspirado en el sinsajo y un pin con su símbolo.

## Flora única de Panem

### Jaulas de noche
Las jaulas de noche son una planta de bayas silvestre que Katniss sabe por primera vez de su existencia por su padre. Estas bayas son extremadamente tóxicas y matan al que las come casi al instante. Las jaulas de noche se convierten en un objeto principal en Los Juegos del Hambre, y se muestran por primera vez cuando Peeta las recolecta. Katniss no sabe que las ha recolectado, pero por suerte no ha comido nada antes de que uno de los otros tributos, la chica del Distrito 5 "la comadreja" (como Katniss la llama), las robe y se las coma. Katniss y Peeta toman algunas de ellas por si acaso, y son utilizadas una vez más en el clímax de la novela, donde se revoca la norma previamente instaurada donde dos tributos de un mismo distrito podían ganar. En lugar de luchar entre sí, Katniss sugiere que se coman las bayas y ambos mueran al mismo tiempo, algo que piensa que hará que los vigilantes cambien de idea y permitan que los dos vivan. Funciona y ambos son anunciados como ganadores antes de comérselas, porque el Capitolio preferiría tener dos ganadores en lugar de no tener ninguno (ya que esto arruinaría los Juegos del Hambre, si no sobrevive uno de ellos). Las jaulas de noche pueden tener cierto parecido con otras plantas y es probable que tomen su nombre de las plantas Solanaceae y la Conium, las cuales son venenosas y mortales.

### Planta rastreadora y absorbente de veneno sin nombre
En los juegos del hambre 74, Rue las usa para tratar las picaduras de las rastrevíspulas que tiene Katniss. Katniss reconoce las hojas como las que su madre utiliza, aunque de una manera diferente a las de Rue. Rue aplica las hojas de la planta masticándola sacando la pulpa, después, aplicándola a la picadura de las rastrevíspulas. La madre de Katniss cuece las hojas para hacer una infusión que el paciente luego bebe.
Katniss aplica las hojas de la planta sin nombre a la herida de la pierna de Peeta, causada por Cato en los Juegos del Hambre 74. Las hojas ayudan a reducir la infección.